# キスユラブルグント王国

キスユラブルグント王国

900年頃のブルグント王国。オレンジの部分がキスユラブルグント王国

キスユラブルグント王国（Cisjuranien）は、旧ブルグント王国のあった地域のユラ山脈以南に存在した王国。下ブルグント王国、低ブルグント王国とも呼ぶ。西フランク王国の重臣ボソが独立して成立させた。ボソの王位は皇帝ロタール1世の息子であるシャルルが建国したプロヴァンス王国のものを引き継いでいたため、この王国はプロヴァンス王国とも呼ぶ。

## 歴史

### ボソによる建国
ボソは西フランク王シャルル2世王妃リシルドの兄であった。西フランク王国の有力な諸侯の一人であり、シャルル2世がイタリアの皇帝ロドヴィコ2世から奪ったプロヴァンスの支配を任されていた。また、ボソはシャルル2世の王太子ルイ2世の執事・護衛長でもあった。しかしシャルル2世がイタリアへ進出して自ら皇帝となり、東フランク王国へも攻撃しだしたあたりから、シャルル2世とボソは関係が次第に悪化した。877年、ボソはとうとう反乱を起こし、シャルル2世に吸収されていたはずのプロヴァンス王位を名乗った。ボソの勢力圏はプロヴァンスの北のキスユラブルグント（下ブルグント）にも及んでいたため、ボソは当時空位となっていたブルグント王をも名乗った。ただしこの段階ではあくまでも西フランク王国内の分王国としての名乗りであった。同年にシャルル2世が死去すると、ボソはもともと後見していたルイ2世の補佐役に戻った。
879年にルイ2世が早世すると、息子のルイ3世とカルロマンの二人が西フランク王に即位した。父と異なりこの二人にはボソの影響が及んでいなかった。国王が二人というところにボソがつけいる隙があったが、自ら王となろうとしたボソの主張は受け入れられなかった。ボソは反乱を起こし、プロヴァンスで完全に独立した。880年、リブモント条約のときに領土を画定、首都を下ブルグントのヴィエンヌとし、ここにキスユラブルグント王国、別名プロヴァンス王国が成立した。
ボソは西フランク王カルロマンと東フランク王カール3世により攻撃されたが一度は防衛に成功した。しかしボソの弟リシャール正義公はカルロマンを支持して兄をさらに攻撃した。882年にボソは領土を奪われた。プロヴァンスは再び西フランク王国領となったが、ボソは大幅に縮まった自領でプロヴァンス王とブルグント王を名乗り続けた。884年、イタリア王と東フランク王を兼ねる皇帝カール3世が西フランク王位をも相続してフランク王国が統一されたが、ボソだけは従わなかった。887年にボソが死ぬと、寡婦のエルメンガルドと幼い息子のルイはカール3世の元に身を寄せ、ルイはカール3世の養子となった。

### ルイ3世のイタリア進出
888年にカール3世が死去し、フランク王国は分裂した。ボソの息子でカール3世の養子でもあるルイ3世がプロヴァンス王位を継承し、キスユラブルグント王国（プロヴァンス王国）が復活した。ブルグント王位はユーラブルグント（上ブルグント）の在地貴族であるルドルフ1世が得て、ユーラブルグント王国を成立させた。成長したルイ3世は、トスカーナ辺境伯アダルベルト2世の要請でイタリアに進出。イタリア王ベレンガーリオ1世を破った。900年にはイタリア王に即位、901年には西ローマ皇帝として戴冠された。900年頃、東ローマ皇帝の娘アンナを娶った。産まれた子供に西ローマ皇帝のカール大帝と東ローマ皇帝のコンスタンティヌス大帝にちなんだシャルル・コンスタンティンと名付けまさに絶頂にあった。しかし905年、マジャール人傭兵を率いたベレンガーリオ1世に反撃されてしまった。捕らえられたルイ3世は目を潰され、プロヴァンスに追放された。ルイはプロヴァンス王を名乗り続けたが、実権は又従兄で義兄のアルル伯ウーゴが握った。ウーゴは911年にプロヴァンス公、ヴィエンヌ侯に任命された。同年、ルイ3世は首都をヴィエンヌからアルルに移した。アルルに移した後のキスユラブルグント王国はアルル王国とも呼ぶことがある。

### ウーゴの専横と王国消滅
ウーゴは盲目となったルイ3世に代わってキスユラブルグント王国の実権を得た。一方で、イタリアではユーラブルグント王ルドルフ2世がベレンガーリオ1世を倒してイタリア王となる事件が起きていた。ベレンガーリオ1世派だった諸侯はルドルフ2世を認めず、925年にはプロヴァンスのウーゴをイタリア王に選んだ。イタリア諸侯の要請を受けたウーゴは926年にイタリアへ進出し、ルドルフ2世をイタリアから追い払って単独のイタリア王となった。しかし未だプロヴァンス王であったルイ3世は、この隙に息子シャルル・コンスタンティンをヴィエンヌ伯につけた。ウーゴはルドルフ2世と組んだシャルル・コンスタンティンに対抗するために西フランク王国と結んだが、この策は完全に裏目に出た。シャルル・コンスタンティンの影響力を削ぐことができなかったばかりか、西フランク王国のキスユラブルグント王国への介入を許した。928年にルイ3世が死去したが、ウーゴもシャルル・コンスタンティンもキスユラブルグント王国の覇権を得ておらず、プロヴァンス王位は空白となった。932年にウーゴはイタリアでの王権を確保するため、ローマ教皇領の実権を握っていたマロツィアと結婚することになった。しかしその結婚式の最中、マロツィアの息子アルベリーコ2世にクーデターを起こされ、命からがら逃げ延びるという失態を犯した。ルドルフ2世とのイタリア王位をめぐる対立も未だに続いていた。ウーゴはキスユラブルグント王国を捨ててイタリアに専念し、皇帝位を目指すことを決意する。933年、ウーゴはルドルフ2世と交渉した。ルドルフ2世がイタリアに持っていたすべての権利を放棄させる代償として、ウーゴはキスユラブルグント王国を譲り渡すことになった。
こうしてユーラブルグント王国がキスユラブルグント王国（アルル王国）を併合し、プロヴァンス王位は廃止された。ウーゴは皇帝になれないまま息子ロターリオ2世をイタリアに残してプロヴァンスに隠棲することとなった。一方で、シャルル・コンスタンティンの娘婿ボソはアルル伯となった。さらにその子、つまりシャルル・コンスタンティンの孫であるルボー2世、ギョーム1世はアルル伯を改称したプロヴァンス伯となった。結局はボソとルイ3世の血統がプロヴァンスを統治し続けたのである。

## 国王一覧
- ボソ （在位：879年 - 887年、882年からは対立王）

882年にキスユラブルグント王国は勢力を弱め、大部分は西フランク王カルロマン、カール3世に奪われた。888年にカール3世の遺領を分割する形でキスユラブルグント王国復活。
- ルイ3世 （在位：888年 - 928年）
- ウーゴ （在位：928年 - 933年、正確にはプロヴァンス公）